# المعهد اللاهوتي الإنجيلي الأردني
المعهد اللاهوتي الإنجيلي في الأردن (JETS) هي مدرسة لاهوتية في عمان ،الأردن. تأسست في عام 1991 من قبل عماد شحادة، الذي لا يزال يشغل منصب الرئيس. وهي معتمدة من قبل جمعية آسيا اللاهوتية ، وتقدم البكالوريوس في اللاهوت، وماجستير الآداب في دراسات الكتاب المقدس ، وماجستير في الكهانة ، وماجستير في اللاهوت.